# Siegmund von Pranckh

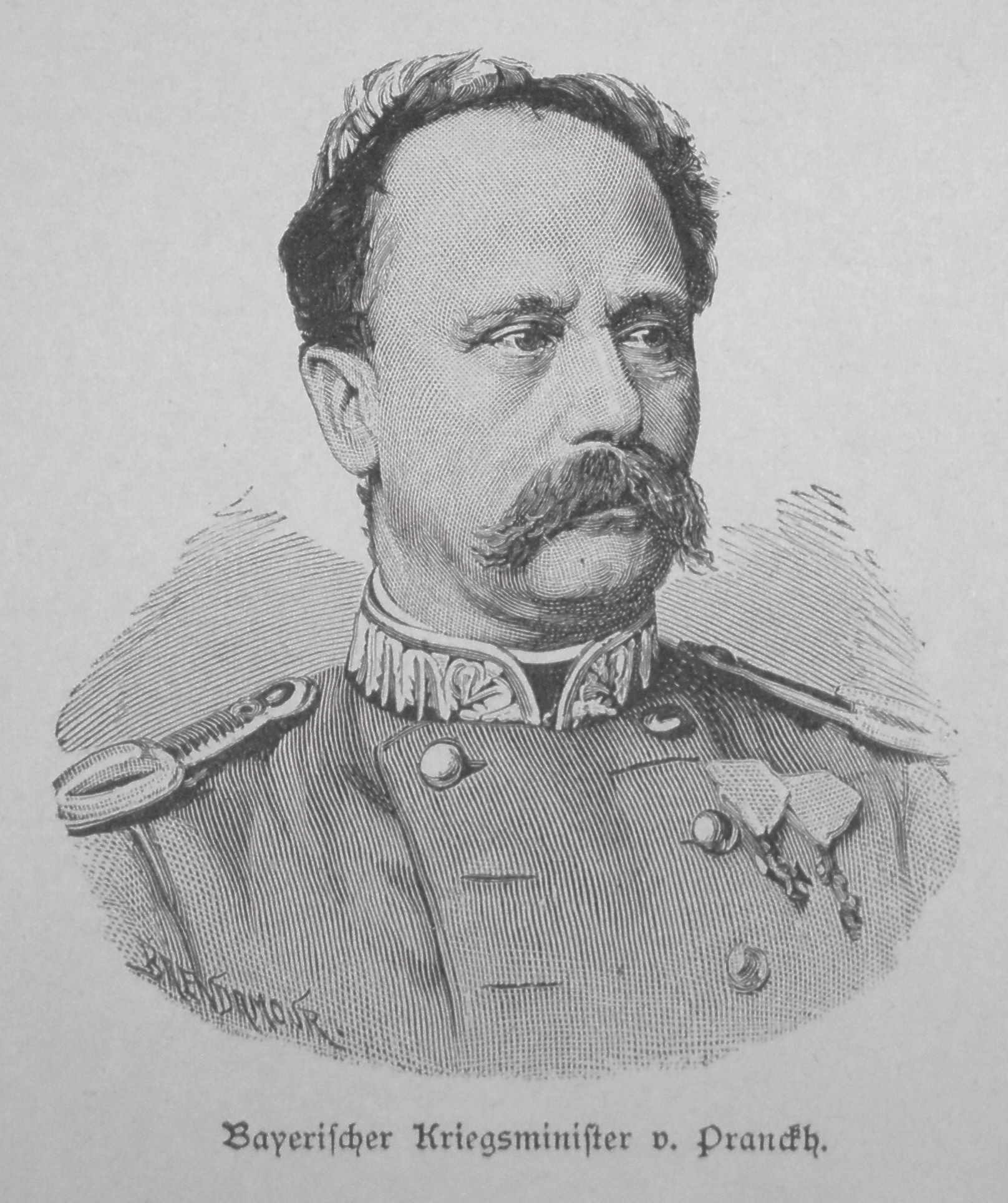
Siegmund von Pranckh.

Siegmund von Pranckh, född den 5 december 1821 i Altötting, död den 8 maj 1888 i München, var en tysk friherre och militär. 
von Pranckh deltog som bayrare 1866 i kriget mot Preussen. Han blev samma år krigsminister i Bayern, genomförde arméns reorganisation och ledde under kriget mot Frankrike den bayerska härens förplägnad och förseende med reservmanskap samt avgick 1875 från krigsministerposten. Samma år befordrades von Pranckh till general i infanteriet.